# Penetretus rufipennis
Penetretus rufipennis es una especie de coleóptero de la familia Carabidae.

## Distribución geográfica
Habita en la península ibérica (España y Portugal) y la Francia continental.